# Крук Мирослав Богданович
Крук Миросла́в Богда́нович (* 24 листопада 1940, Львів) — український  лікар-оториноларинголог, доктор медичних наук,  професор, завідувач кафедри оториноларингології ЛНМУ імені Данила Галицького (2002-2012), автор більше ніж 250 наукових і навчально-методичних праць.

## Біографічні відомості
Народився 24 листопада 1940 року в місті Львові в сім'ї кравця. У 1958 році поступив на лікувальний факультет Львівського державного медичного інституту, який закінчив у 1964 році. З першого курсу Мирослав Богданович працював у студентському науковому гуртку на кафедрах оториноларингології, органічної хімії, мікробіології, патологічної анатомії, на яких проводив дослідження з проблем експериментальної склероми. Був членом ради студентського наукового товариства, одним з організаторів перших республіканських наукових студентських конференцій. За наукову студентську роботу, представлену на першій республіканській науковій студентській конференції, він нагороджений грамотою міністерства вищої та середньої освіти УРСР, за роботу «Гістохімічні дослідження при затяжній експериментальній інфекції» отримав другу премію міністерства охорони здоров'я УРСР.

З 1964 по 1967 роки працював отоларингологом в Рудківській районній лікарні № 2. В травні 1967 року був переведений на роботу отоларингологом та бронхологом у Львівський обласний госпіталь туберкульозу інвалідів вітчизняної війни і в цьому ж році пройшов місячне стажування з бронхології в Московському інституті туберкульозу у професорів Н. Вознесенського, а з отології – у професора Н Зберовської. З вересня 1968 року по 1971 рік Мирослав Богданович – аспірант з оториноларингології у ЛДМІ.
В 1972 році М.Б. Крук захистив кандидатську дисертацію в Київському НДІ отоларингології на тему: «Деякі методики діагностики і лікування порушеної функції слухової труби». В 1972-1973 роках працює отоларингологом в 1-й міській лікарні, а також асистентом кафедри оториноларингології ЛДМІ, а з 1973 по 1977 роки – асистентом цієї кафедри. З 1977 року, згідно з міждержавним контрактом, Мирослав Богданович працював старшим викладачем кафедри оториноларингології медичного інституту Оранського університету (Алжир), а також клінічним ординатором оториноларингологічного відділення центрального госпіталю університету.
Після повернення із закордонного відрядження до 1988 року працював асистентом кафедри оториноларингології ЛДМІ. В березні 1988 року М.Б. Крук захистив докторську дисертацію на тему: «Функціональний стан слухової труби при хворобах вуха та верхніх дихальних шляхів» в Московському НДІ оториноларингології. В 1988 році Мирослава Богдановича обрано доцентом кафедри оториноларингології, у 1989-1991 роках за сумісництвом посідає посаду чільне місце проректора з міжнародних зв’язків і навчальної роботи з іноземними студентами. В 1991 року М.Б. Крук – професор кафедри оториноларингології, з 2002 по 2012 роки – завідувач кафедри оториноларингології Львівського національного медичного університету ім. Данила Галицького.
Підготував двох кандидатів медичних наук.

## Напрями наукових досліджень
Удосконалення діагностики та методів лікування тубарної дисфункції, патології середнього і внутрішнього вуха (гострий середній отит, хронічний секреторний і ателектатичний отит, сенсоневральна приглухуватість), вродженої і набутої приглухуватості в дітей; опрацювання нових методів лікування алергічних і бактерійних риносинуситів, патології лімфаденоїдного кільця глотки; фітотерапія та рефлексотерапія запальних процесів верхніх дихальних шляхів та вуха.

## Основні праці
- Некоторые методики выявления и устранения нарушений состояния слуховой трубы (канд. дис.). Львів, 1971
- Функциональное состояние слуховой трубы при негнойных заболеваниях уха и верхних дыхательных путей (докт. дис.). Львів, 1987
- Методика исследования функционального состояния слуховой трубы (посібник). Москва, ЦОЛИУВ, 1987 (співавт.)
- Секреторний середній отит. Журн Вушн Нос Горл Хв 1999, № 5
- Комплексне лікування гострого гнійного середнього отиту. Журн Вушн Нос Горл Хв 2001, № 3
- Молекулярно-генетична природа приглухуватості. Журн Вушн Нос Горл Хв 2003, № 1, 4 (співавт.)
- Комплексна терапія гострих параназальних синуситів. Журн Вушн Нос Горл Хв, 2008